# Björn Magnússon Ólsen

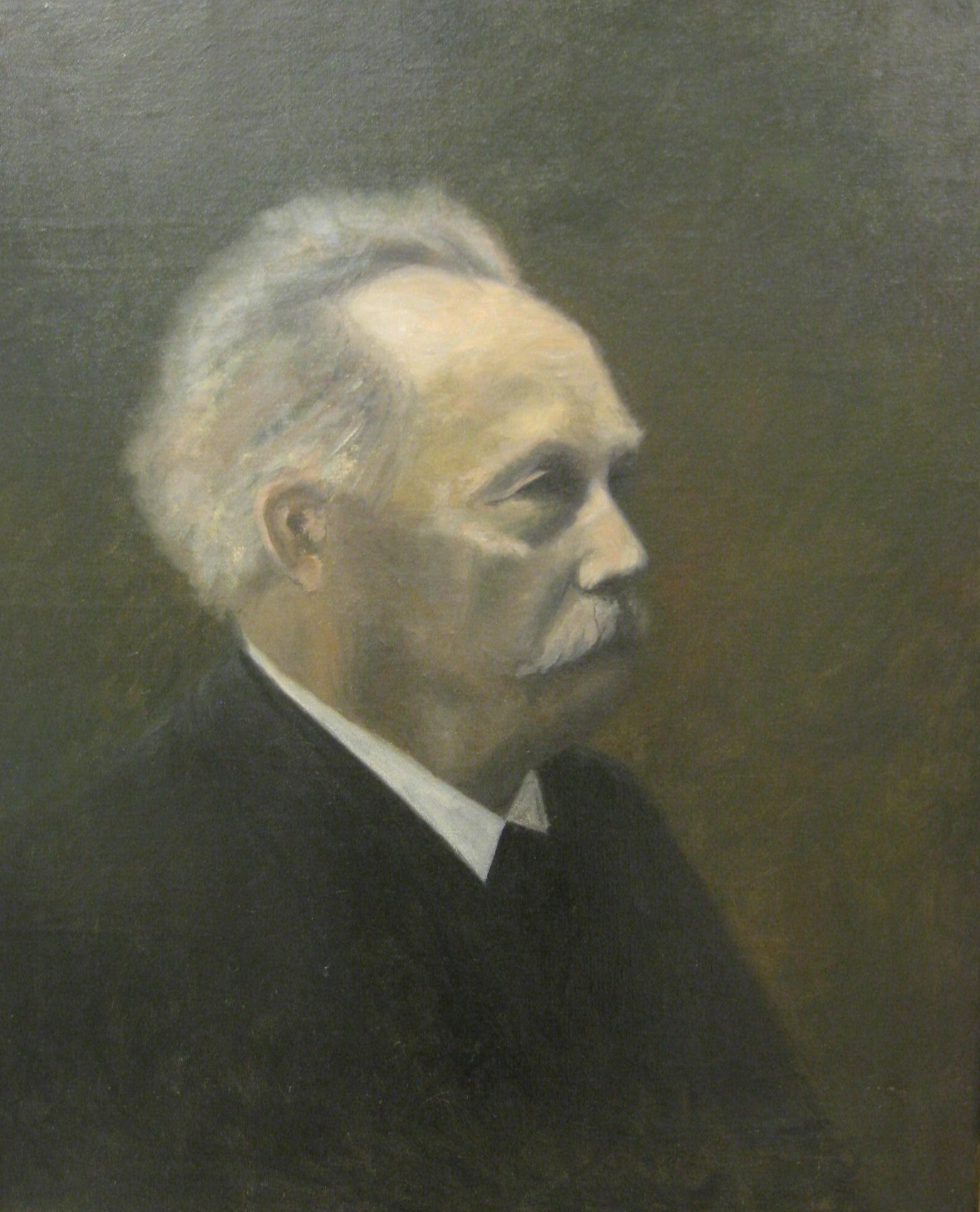
Björn Magnússon Ólsen

Björn Magnússon Ólsen (* 14. Juli 1850 in Þingeyrar; † 16. Januar 1919) war ein isländischer Philologe.

## Leben
Björn M.Ólsen war der Sohn des Klostervorstehers Runólfur Magnús Ólsen und dessen Frau Ingunn Jónsdóttir Ólsen. Er erwarb 1869 in Reykjavík die Hochschulreife, begann aus gesundheitlichen Gründen erst 1872 an der Universität in Kopenhagen ein philologisch-historisches Studium und erwarb 1877 den Magistergrad. 1878 unternahm er mit öffentlicher Unterstützung eine Reise nach Griechenland und Italien. 1883 wurde er in Kopenhagen mit der Schrift Runerne i den oldislandske literatur promoviert und arbeitete zunächst als Lehrer, ab 1895 als Rektor der Lateinschule in Reykjavík. Dieses Amt legte er 1904 aus Verärgerung über die Schulpolitik gegen die alten Sprachen nieder. Nach der Gründung der Universität Islands in Reykjavík wurde er im Jahr 1911 deren erster Rektor und hatte einen Lehrstuhl für isländische Philologie und Kulturgeschichte inne. Björn M. Ólsen versuchte zu erreichen, dass die isländische Orthographie mehr an die Aussprache angepasst würde, zum Beispiel y zu Gunsten von i und ý zu Gunsten von í aufgegeben würde.
Er verfasste Artikel wie die Abhandlung Om Are Frode für die Aarbøger for nordisk oldkyndighed og historie oder die Zeitschrift Arkiv för nordisk filologi aber auch Texte zur neuisländischen Grammatik in der deutschsprachigen Germania.

## Werke (Auswahl)
- Zur neuisländischen Grammatik. In: Germania – Vierteljahrsschrift für Deutsche Alterthumskunde. 27. Jahrgang, 1882, OCLC 64691154, S. 257–287.
- Runerne i den oldislandske literatur. Gyldendal, Kopenhagen 1883 (Textarchiv – Internet Archive – Dissertation).
- Til Graagaasen. In: Gustav Storm et al. (Hrsg.): Arkiv för nordisk filologi (ANF). Folge 1, Band 1. J. W. Cappelen, Christiania [Oslo] 1883, S. 298–301 (mehrsprachig, runeberg.org).
- Den tredje og fjerde grammatiske afhandling i Snorres Edda, tilligemed de grammatiske afhandlingers prolog og to andre tillæg. In: Samfundet til udgivelse af gammel nordisk literatur (= Islands grammatiske litteratur i middelalderen. Band 2). Band 12. Knudtzon, Köbenhavn 1884, OCLC 186716416.
- Om versene i Kormaks Saga. In: Aarbøger for nordisk oldkyndighed og historie. Reihe 2, Band 3. Thiele, Kjøbenhavn 1888, S. 1–86 (Textarchiv – Internet Archive).
- Nogle bemærkninger til et vers i Haustlöng. In: Axel Kock et al. (Hrsg.): Arkiv för nordisk filologi (ANF). Neue Folge, Band 1 (= Band 5 der Gesamtausgabe). C. W. K. Gleerups förlag, Lund 1889, S. 285–288 (mehrsprachig, runeberg.org).
- Um Sturlunga sögu. In: Safn til sögu Íslands og íslenskra bókmennta III, Reykjavík 1902–4, S. 193–510.